# Zoològic de Qalqilya
El zoològic de Qalqilya és un petit zoològic de dues hectàrees situat a la ciutat palestina de Qalqilya a la vora occidental de Cisjordània. Fou creat el 1986, és l'únic zoològic municipal en territoris palestins i té uns 170 animals, un museu d'història natural, un parc d'esbarjo per a nens, i un restaurant.

## Història
El zoològic va ser idea de l'alcalde de Qalqilya en el moment; els zoològics israelians van ajudar a desenvolupar-lo i va esdevenir un símbol de la cooperació àrab-israelià. Quan fou inaugurat el 1986, va ser considerat una «joia de la corona de les institucions nacionals palestines». Esdevingué una atracció popular i va ser ampliat per tal de donar cabuda al creixent flux de visitants, que incloïa tant àrabs com israelians.

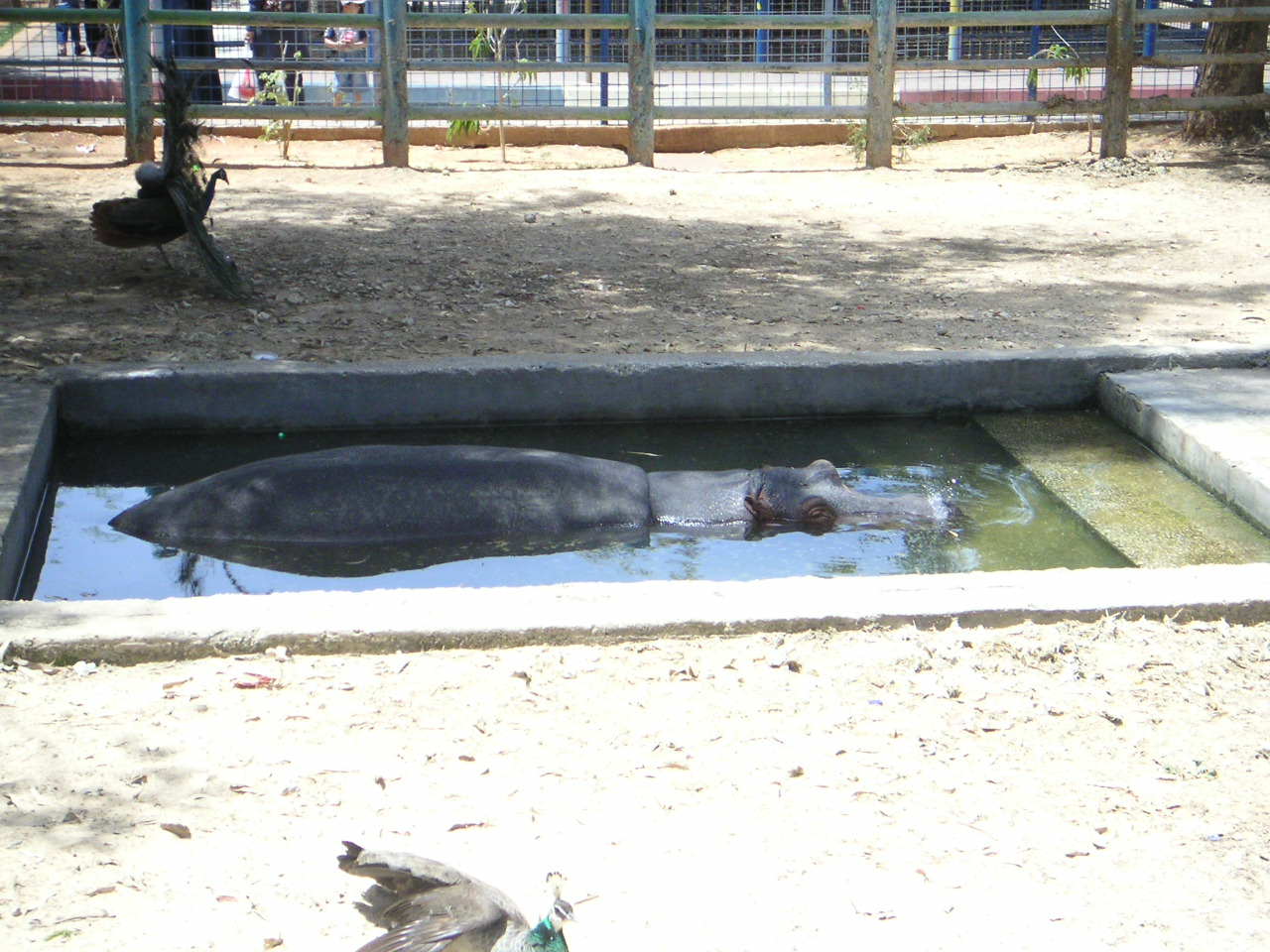
Un hipopòtam al zoològic, el maig de 2006

Després de l'esclat de la Intifada es va prohibir l'entrada als visitants de fora de Qalqilya, inclosos grups escolars. El 2003, les autoritats israelianes van començar a permetre visites prèvia petició. Un dia festiu, un nen que jugava fora de l'entrada principal ser matat per foc indiscriminat, motiu que va causar una davallada en nombre de visitants. La supervivència de l'indret s'ha atribuït a la dura tasca i dedicació del seu veterinari en cap, en Sami Khader, i el seu personal. També durant la Intifada, una girafa mascle de Sud-àfrica, espantat pel soroll dels trets, va morir quan va topar amb un pal; Ruti, la seva parella embarassada, va avortar deu dies més tard. El 2002, tres zebres van morir després d'inhalar gas lacrimogen utilitzat per dissoldre una manifestació en una escola de secundària al costat del zoològic. Khader va utilitzar els seus coneixements en taxidèrmia per conservar alguns dels animals, inclosa la girafa, el vedell per néixer, les zebres, un mico, gats salvatges i serps.
Des de la seva creació Motke Levison, un veterinari israelià, ha ajudat al zoològic mitjançant consultes telefòniques i reunions amb Khader per repartir subministraments mèdics d'emergència; tanmateix ha servit com a mediador, ajudant al zoològic a adquirir nous animals. El Centre zoològic de Tel-Aviv-Ramat Gan va lliurar-li tres lleons, tres cabres salvatges i dues zebres el setembre de 2004; els lleons haurien d'haver estat transferits a Qalqilya el 2000, però l'esclat de la Segona Intifada van retardar el lliurament. Saeed Daoud, el director del zoològic, va batejar els tres lleons amb el noms de Jafer, Jaras i Naboko, «els reis de la pau». D'acord amb Khadr, el zoològic de Tel-Aviv-Ramat Gan també li va enviar micos, un estruç, i ossos rentadors.